# フアンホ・ナルバエス
フアン・ホセ・"フアンホ"・ナルバエス・ソラルテ（Juan José Narváez Solarte、1995年2月12日 - ）は、コロンビア・パスト出身のサッカー選手。FCカルタヘナ所属。ポジションはフォワード。

## クラブ経歴
2012年11月、コロンビアのデポルティーボ・パストにて16歳でプロデビューしたナルバエスはレアル・マドリードCに引き抜かれ、その才能から"ネクスト・ファルカオ"と呼ばれた。レアル・マドリードではカスティージャ (Bチーム)までは順調にステップアップするも、トップチーム昇格は叶わず、2016年1月26日にレアル・ベティスと3年契約を結び、Bチーム登録となった。
2018年1月29日、セグンダ・ディビシオンのコルドバCFへレンタルに出された。
2018年8月31日、2018-19シーズンの間はUDアルメリアへレンタル移籍することが発表された。
2019年8月31日、2019-20シーズンはUDラス・パルマスにレンタル移籍した。
ラス・パルマスからレンタルバック後、ベティスとの契約が満了したことでクラブを退団した。2020年9月4日、フリーでセグンダのレアル・サラゴサへ加入した。
2022年9月1日、レアル・バリャドリードに2年契約で移籍した。
2023年1月30日、CDレガネスにレンタル移籍した。
2023年8月23日、FCカルタヘナに移籍した。

## 代表経歴
2015年5月、コロンビアU-20から2015 FIFA U-20ワールドカップを戦う代表メンバーに招集されたが、レアル・マドリードがナルバエスの派遣を認めなかった。これ以降、コロンビア代表には選出されていない。